# 薩達姆·海珊時代的伊拉克人權

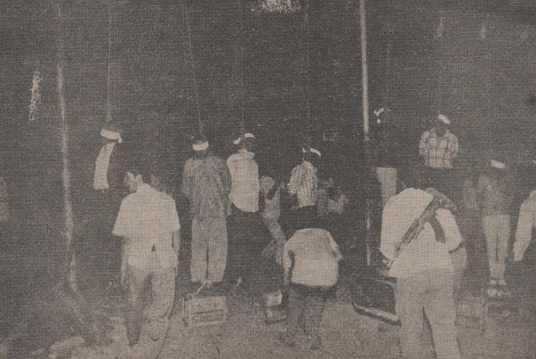
伊拉克在萨达姆时代的绞刑。

在薩達姆·海珊统治期间，伊拉克存在严重的侵犯人权现象。伊拉克秘密警察进行酷刑、大规模谋杀、强奸、驱逐、强迫失踪、暗杀、化学战和破坏南部沼泽地以维护复兴党的统治。在这一时期，有关因酷刑和谋杀而死亡的人数不详。人权观察和大赦国际定期发布了关于在伊拉克监禁和折磨的报告。

## 1979年至2003年萨达姆政权侵犯人权的记录
人权组织通过多项证据认为，从萨达姆上台的1979年秋天到2003年，由政府授意、批准的处决、酷刑和强奸行为长达几十年。

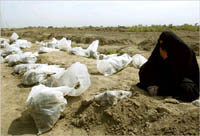
伊拉克萨达姆时代的万人坑。

- 2002年，欧盟人权委员会通过报告，其中指出，伊拉克的人权问题从来没有得到改善。委员会发表声明谴责时任伊拉克总统萨达姆·侯赛因治下的伊拉克政府在“系统性、广泛性的严重侵犯人权和违反国际人道主义法”。该决议要求伊拉克立即停止其“将任意处决、强迫失踪......和使用强奸作为一种政治工具。”[1]
- 控制伊拉克政治的伊拉克复兴党只占全国8%的人口，却占据了伊拉克绝大多数的政治资源。
- 除非是对政府表示支持，否则伊拉克公民被禁止合法集会。伊拉克政府控制了政党的成立，规范了他们的内部事务，并监督他们的活动。
- 在伊拉克的普通公路和高速公路，警察设立检查站以阻止普通公民在全国各地旅行，政府设置严格的许可程序和昂贵的出入境签证以限制伊拉克公民出国旅行。在旅行之前，伊拉克公民不得不存下抵押物。伊拉克的女性在没有一个男性亲属的陪同下不能离开伊拉克。[2]
- 伊拉克政府严密监视从海外汇入伊拉克境内的任何资金，包括海外亲戚汇给国内家庭的正常资金。
- 阿尔-安法尔行动：1988年，萨达姆政权开始对对其连任竞选表达反对的居住在伊拉克北部的库尔德族进行种族灭绝。这就是所谓的安法尔行动。该袭击造成至少18.2万人死亡，其中许多是妇女和儿童。人权观察调查人员通过分析检测当地土壤样品和对超过350个证人的求证得出结论，这场对库尔德人的袭击行动严重侵犯人权，包括大规模处决和几万非战斗人员的失踪。化学武器被大规模使用，包括沙林、芥子气和神经毒气，杀害数以千计到数以万计的妇女、儿童和老人。任意式的抓捕和监禁被执行，甚者长达几个月。数十万当地居民被迫离开自己的家园，近两千个村庄被全面摧毁，连同学校、清真寺、农场和发电站。[3][4]
  - 哈拉卜贾化学武器袭击：在两伊战争的1988年3月15日至19日这段期间，伊拉克政府军大规模使用化学武器，造成库尔德地区数以千计的平民因此死亡。[3]
- 1991年4月，在波斯湾战争后期失去科威特控制权的萨达姆镇压了几场在北部库尔德人的起义和在南部什叶派的起义。他的部队对这些反对者采取了全面屠杀和其他严重侵犯人权的行为。在那段期间，库尔德人死亡人数范围从2万到10万不等，什叶派死亡人数范围从60000到13万估计不等。[5]
- 1994年6月，侯赛因政权在伊拉克建立十分严厉的刑事法律。刑罚包括截肢、污辱和死刑，罪名包括盗窃、贪污、货币投机和士兵开小差。而政府的官员和萨达姆家族成员则分别拥有不同程度的特权以绕开这些刑罚。[6]
- 2001年，伊拉克政府修订了法律，将同性恋定义为性悖軌罪，违者将被判处死刑。
- 2003年3月23日，在伊拉克战争期间伊拉克电视台在电视上播放了处决战俘的视频，被指控违反了日内瓦公约。
- 美军进入伊拉克后，在伊拉克境内发现了几个万人坑。[7]大多数死者被认为是在1991年的起义中反对萨达姆·侯赛因的起义军和民众。
- 美军占领伊拉克后，在伊拉克全境的安全办公室和警察局里发现众多酷刑室。在这些酷刑室发现许多用于折磨被关押者的设备，包括电击器等设备。这些设备往往在其他独裁国家被广泛使用。

## 延伸阅读
- Kadhim, Abbas. "The Hawza Under Siege A Study in the Ba‘th Party Archive." (（页面存档备份，存于）) Boston University Institute for Iraqi Studies (IISBU) Occasional Paper. No. 1. June 2013.